# Xã Oakland, Quận Freeborn, Minnesota
Xã Oakland (tiếng Anh: Oakland Township) là một xã thuộc quận Freeborn, tiểu bang Minnesota, Hoa Kỳ. Năm 2010, dân số của xã này là 396 người.